# Nowomykołajiwka (obwód zaporoski)
Nowomykołajiwka (ukr.  Новомиколаївка) – osiedle typu miejskiego w obwodzie zaporoskim Ukrainy, siedziba władz rejonu nowomykołajiwskiego.

## Historia
Pierwsza wzmianka o miejscowości pochodzi z 1790. 
Status osiedla typu miejskiego posiada od 1957.
W 1989 liczyło 5988 mieszkańców.
W 2013 liczyło 5485 mieszkańców.